# Атлетика на Летњим олимпијским играма 1900 — 1.500 метара за мушкарце
Трчање на 1500 метара је једна од атлетских дисциплина која је била уврштена у програм Олимпијских игара 1900. у Паризу. Такмичење је одржано 15. јула 1900. на кружној стази дужине 500 метара. Учествовало је девет такмичара из шест земаља учесница.

## Земље учеснице
- Аустрија (1)
- Бохемија (1}
- Данска {1}
- САД (2)
- Уједињено Краљевство (2)
- Француска (2)

## Рекорди пре почетка такмичења
| Најбољи резултат на свету | 4:09,0 | Џон Бреј        | САД        | Бајон, Француска | 30. мај 1900.  |
| Олимпијски рекорд         | 4:33,2 | Едвин Теди Флек | Аустралија | Атина, Грчка     | 6. април 1896. |

## Освајаљчи медаља
|                                  |                      | ]            |
| Чарлс Бенет Уједињено Краљевство | Анри Делож Француска | Џон Бреј САД |

## Нови рекорди после завршетка такмичења
| Најбољи резултат на свету | 4:06,2 | Чарлс Бенет | Уједињено Краљевство | Париз, Француска | 15. јул 1900. |
| Олимпијски рекорд         | 4:06,2 | Чарлс Бенет | Уједињено Краљевство | Париз, Француска | 15. јул 1900. |

## Резултати
| Пласман | Такмичар             | Држава               | Резултат  |
| ------- | -------------------- | -------------------- | --------- |
|         | Чарлс Бенет          | Уједињено Краљевство | 4:06,2 ОР |
|         | Анри Делож           | Француска            | 4:06,6    |
|         | Џон Бреј             | САД                  | 4:07,2    |
| 4.      | Дејвид Хол           | САД                  | непознат  |
| 5.      | Кристијан Кристенсен | Данска               | непознат  |
| 6.      | Херман Враштил       | Аустрија             | непознат  |
| 7—9     | Онджеј Пукл          | Бохемија             | непознат  |
| 7—9     | Џон Ример            | Уједињено Краљевство | непознат  |
| 7—9     | Louis Segondi        | Француска            | непознат  |

Бенет је имао малу предност у односу на Деложа током читаве трке. Трка је била решена у последњем кругу који је Бенет истрчао за 1:10,2. Бреј је био трећи, а кроз циљ је прошао свега два метра испред Хола.